# サバイバル・ドライブ
『サバイバル・ドライブ』（原題:Curve）は2015年にアメリカ合衆国で製作されたホラー映画である。監督はイアン・ソフトリー、主演はジュリアン・ハフが務めた。
本作は日本で劇場公開されなかったが、2016年6月23日にDVDスルーとなった。

## ストーリー
結婚式を間近に控えたマロリーは、そのリハーサルのためにデンバーへと移動している最中だった。道中、マロリーは妹のエラとビデオチャットをしていた。エラは姉に悔いのない選択をしてもらうために、「本当にその人を愛しているという確信が得られるまで、デンバー行きの飛行機のチケットは買っちゃ駄目」と言った。マロリーは「私は幸福よ」と返すのだが、その声はどこか虚ろだった。通話を終えたマロリーはデンバーへの移動を続けた。その数分後、マロリーの自動車がエンジントラブルを起こしてしまう。マロリーはアメリカ自動車協会に電話をかけたが、何故か繋がらなかった。自力での修理も試みたが、結局直せなかった。
車の影でマロリーが服を着替えていると、そこに男性が通りかかった。急いでタンクトップを着たマロリーは、その男性に自分が置かれている状況を説明した。男の名前はクリスチャンと言った。クリスチャンのお陰で、どうにか車は動かせる状態になった。そのお礼として、マロリーはクリスチャンを車に乗せることになった。
道中、クリスチャンは徐々に奇妙な振る舞いをするようになった。「私たちが出会ったのは運命だった」とか「自動車が事故を起こしたのも偶然ではない」などと語り始めたのである。ついには「僕のペニスは大きすぎるから、君の口ではどうにも出来ないだろうね」などと言い始めた。我慢の限界に達したマロリーがクリスチャンに車から降りろと言ったところ、クリスチャンはナイフを取り出し、運転を続けろとマロリーを脅迫するのだった。
クリスチャンがシートベルトをしていないことに気付いたマロリーは、敢えてガードレールに車をぶつけた。しかし、スピードの加減に失敗し、マロリーは気を失ってしまった。目を覚ましたとき、自動車は上下逆さになっていた。マロリーはシートベルトを外して外に出ようとしたが、自分の体がシートに挟まっていたために身動きがとれない状況にあった。しかも、酷い怪我を負ってしまった。何とか脱出しようとしたマロリーだったが、どうすることもできなかった。そんな中、徐々に意識を取り戻したクリスチャンは「君はこの車から脱出する必要がある」とマロリーに言ってその場を立ち去るのだった。マロリーは助けを求めて叫んだが、誰もそれに応えてはくれなかった。
身動きの取れぬまま、マロリーは全ての水を飲みきってしまった。翌朝、クリスチャンが事故現場にやって来て、マロリーの前で飲み食いを始めた。「今回の一件は偶然ではない」と主張するクリスチャンは「運命とは面白いものだ」などと語った。その夜、マロリーはネズミの群れが自分の体に這い寄って来ているのに気が付いた。空腹の限界だったマロリーはその一匹を殺して食べ、自分の尿を水代わりに飲んだ。そこへ、またしてもクリスチャンがやって来た。彼は「家族を人質に取っており、警察官のフリをしているんだ」などと訳の分からぬことを言う。一通り話し終えたクリスチャンはマロリーにノコギリを渡してきた。マロリーはそのノコギリを座席の骨組みの切断に使おうとしたが、クリスチャンは「自分で足を切断しなかったら、君は死んでしまうだろうね」などと言い放つのだった。
その夜、嵐がやって来た。クリスチャンはマロリーに別れを告げに来たが、マロリーは渾身の力でクリスチャンを攻撃し、彼の車の鍵を奪って放り投げた。クリスチャンは辺りを探し回ったが、鍵を見つけることが出来なかった。そこへパトカーが通りかかり、クリスチャンは副保安官に助けを求めた。副保安官はマロリーの叫び声を耳にしたが、空耳だと思い込んでしまった。副保安官とクリスチャンはマロリーを残して去って行ってしまった。
絶望するマロリーにさらなる悲劇が襲いかかった。大雨のせいで、自動車が流され始めたのである。

## キャスト
※括弧内は日本語吹替
- マロリー・ラトリッジ - ジュリアン・ハフ（行成とあ）
- クリスチャン・ロートン - テディ・シアーズ（杉村憲司）
- エラ・ラトリッジ - ペネロープ・ミッチェル（中司ゆう花）
- ケイティ・ゴールドマン - マダリン・ホーチャー（中司ゆう花）
- 副保安官 - ドリュー・ラウシュ（魚建）
- ケイティの父親 - カート・ブライアント

## 製作
2013年10月、オンブラ・フィルムズ、ブラムハウス・プロダクションズ、LBIエンターテインメントの3社が本作の企画を立ち上げたことを公表した。キンバリー・ロフストローム・ジョンソンが書き上げた脚本は、リー・パターソンによってリライトされた。また、主演女優にジュリアン・ハフを起用することも同時に発表された。同月には、テディ・シアーズの出演も決まった。
本作の主要撮影は2013年10月21日に始まった。

## 公開
2013年9月、ユニバーサル・ピクチャーズが本作の全世界配給権を購入したと報じられた。2015年8月31日、本作はフィルム4・フライト・フェストでプレミアを迎えた。本作は2016年1月19日に全米公開され、2月2日にはビデオ・オン・デマンドでの配信が始まった。